# فرانك سيناترا
فرانسيس ألبرت سيناترا (بالإنجليزية: Frank Sinatra) (12 ديسمبر 1915 – 14 مايو 1998)، مغني وممثل ومنتج أمريكي وأحد أكثر الفنانين الموسيقيين شعبية وتأثيراً في القرن العشرين. أحد أفضل الفنانين مبيعًا في مجال الموسيقى على الإطلاق، إذ باع أكثر من 150 مليون تسجيل في أنحاء العالم.
وُلد سيناترا لمهاجرين إيطاليين في هوبوكين بولاية نيوجيرسي، بدأ مسيرته الموسيقية في عصر التأرجح مع زعيمَي الفرقة هاري جيمس وتومي دورسي. وجد سيناترا النجاح كفنان منفرد بعد أن وقّع مع كولومبيا للتسجيلات في عام 1943، ليصبح محبوب الجماهير «بوبي سوكسيرس». أصدر ألبومه الأول، ذا فويس أوف فرانك سيناترا، في عام 1946. لكن بحلول أوائل الخمسينيات من القرن الماضي، توقفت مسيرته المهنية وتوجه إلى لاس ڤيغاس، حيث أصبح أحد أفضل فناني الإقامة المعروفين كجزء من رات باك. أُعيد إحياء مسيرته المهنية عام 1953 بنجاح فرام هير تو إيترنيتي، إذ حقق أداؤه لاحقًا جائزة الأوسكار وجائزة جولدن جلوب لأفضل ممثل مساعد. أصدر سيناترا العديد من الألبومات المشهورة، بما في ذلك إين ذا ويي سمول آورز (1955) وسونغز فور سوينغين لاڤرز!  (1956) وكام فلاي ويذ مي (1958) وآونلي ذا لونلي (1958) ونايس آن إيزي (1960).
غادر سيناترا الكابيتول في عام 1960 ليبدأ تسجيلاته الخاصة، ريبريز للتسجيلات، وأصدر سلسلة من الألبومات الناجحة. في عام 1965، سجل ألبومًا بأثر رجعي، سبتمبر أوف ماي ييرز، وقام ببطولته في الفيلم التلفزيوني الحائز على إيمي، فرانك سيناترا: أمان آند هيز ميوزك. بعد إطلاق سيناترا آت ذا ساندز، المسجلة في فندق وكازينو ساندز في ڤيغاس مع المتعاون المألوف كونت باسي في أوائل عام 1966، سجل في العام التالي أحد أشهر تعاوناته مع توم جوبيم، ألبوم فرانسيس ألبرت سيناترا آند أنتونيو كارلوس جوبيم. وتلاه فرانسيس إيه. آند إدوارد كيه مع دوك إلينغتون لعام 1968. تقاعد سيناترا لأول مرة في عام 1971، لكنه خرج من التقاعد بعد ذلك بعامين. سجّل العديد من الألبومات واستأنف أداءه في قصر قيصر، وأصدر «نيويورك، نيويورك» في عام 1980. باستخدام عروضه في لاس ڤيغاس كقاعدته الرئيسية، قام بجولات داخل الولايات المتحدة ودوليًا حتى وقت قصير قبل وفاته في عام 1998.
أنشأ سيناترا مهنة ناجحة للغاية بمثابة ممثل سينمائي. بعد فوزه بجائزة الأوسكار من فرام هير تو إيترنيتي، قام ببطولة فيلم ذا مان ويذ ذا غولدن آرم (1955)، وحصل على إشادة من النقّاد لأدائه في ذا مانشوريان كانديدت (1962). ظهر في العديد من المسرحيات الموسيقية مثل آون ذا تاون (1949) وغايز آند دولز (1955) وهاي سوسايتي (1956) وبال جوي (1957)، وفاز بجائزة غولدن غلوب أخرى لهذه الأخيرة. باقتراب نهاية حياته المهنية، لعب دور المحققين، بما في ذلك الشخصية الرئيسية في توني روما (1967). حصل سيناترا في وقت لاحق على جائزة سيسيل بي. ديميل غولدن غلوب في عام 1971. على شاشة التلفاز، بدأ برنامج فرانك سيناترا على شاشة إيه بي سي في عام 1950، واستمر في الظهور على شاشات التلفاز طوال الخمسينيات والستينيات من القرن العشرين. كان سيناترا منخرطًا أيضًا في السياسة منذ منتصف الأربعينيات من القرن العشرين، وقام بحملات فعالة لرؤساء مثل هاري إس. ترومان وجون إف. كينيدي ورونالد ريغان. في الجريمة، حُقّق مع سيناترا من قبل مكتب التحقيقات الفيدرالي بسبب علاقته المزعومة مع المافيا.
رغم أن سيناترا لم يتعلم أبدًا كيفية قراءة الموسيقى، عمل بجد منذ صغره لتحسين قدراته في جميع جوانب الموسيقى. مثاليٌّ اشتهر بذوق لباسه وحضوره التمثيلي، أصرّ دائمًا على التسجيل المباشر مع فرقته. أكسبته عيناه الزرقاء اللامعة لقبًا مشهورًا «آول ذو العيون الزرقاء». عاش سيناترا حياة شخصية غنية بالألوان، وغالبًا ما شارك في الشؤون المضطربة مع النساء، مثل مشاركته مع زوجته الثانية آڤا غاردنر. تزوج في وقت لاحق من ميا فارو في عام 1966 وباربرا ماركس في عام 1976. واجه سيناترا العديد من المواجهات العنيفة، عادة مع الصحفيين عندما شعر أنّهم تخطوه، أو الخلافات مع رؤساء العمل. كُرِّم في مركز كينيدي للتكريم في عام 1983، وحصل على الميدالية الرئاسية للحرية من قبل رونالد ريغان في عام 1985، والميدالية الذهبية للكونغرس في عام 1997. حصل سيناترا أيضًا على 11 جائزة جرامي، بما في ذلك جائزة غرامي الأمناء، جائزة غرامي الأسطورة وجائزة غرامي لإنجاز العمر. أُضيف في مجلة تايم مع مجموعة لأكثر 100 شخص تأثيرًا في القرن العشرين. بعد وفاة سيناترا، وصفه الناقد الموسيقي الأمريكي روبرت كريستغاو بأنه «أعظم مغن في القرن العشرين»، ولا يزال يُنظر إليه بمثابة شخصية بارزة.

## الحياة اللاحقة والوفاة
توفي سيناترا وزوجته إلى جانبه في مركز سيدارز-سيناي الطبي في لوس أنجلوس في 14 مايو 1998، عن عمر يناهز 82 عامًا، بعد نوبة قلبية. كان سيناترا في حالة صحية سيئة خلال السنوات القليلة الماضية من حياته، وكثيرًا ما نُقِل إلى المستشفى بسبب مشاكل في القلب والتنفس وارتفاع ضغط الدم والتهاب الرئة وسرطان المثانة. شُخِّص على أنه يعاني من الخرف. لم يظهر علنًا بعد النوبة القلبية في فبراير 1997. شجّعته زوجته على «القتال» عندما بُذلت محاولاتٍ لجعل حالته تستقر، وذَكرَت أن كلماته الأخيرة كانت، «أنا أخسر». كتبت ابنة سيناترا، تينا، في وقت لاحق أنها وشقيقيها (فرانك الابن ونانسي) لم يُخبرَوا عندما نُقِل والدهم للمرة الأخيرة إلى المشفى، وكانت تعتقد أن «هذا الإغفال كان متعمدًا. ستكون باربرا الأرملة الحزينة وحدها إلى جانب زوجها». في الليلة التالية لوفاة سيناترا، تحوّلت الأضواء في مبنى إمباير ستيت في مدينة نيويورك إلى اللون الأزرق وأُخفِتت الأضواء في لاس ڤيغاس ستريب على شرفه وتوقفت الكازينوهات عن العمل لمدة دقيقة واحدة.
أُقيمت جنازة سيناترا في كنيسة الراعي الصالح الكاثوليكية الرومانية في بيڤرلي هيلز، كاليفورنيا، في 20 مايو 1998، بحضور 400 من المشيّعين وآلاف المعجبين بالخارج. تحدث غريغوري بيك وتوني بينيت وابن سيناترا، فرانك جونيور، إلى المشيعين الذين شملوا العديد من الشخصيات البارزة في السينما والترفيه. دُفِن سيناترا في بدلة عمل زرقاء مع تذكارات من أفراد الأسرة –حلوى لايف سيڤرز بنكهة الكرز وتوتسي رولز وزجاجة من جاك دانيال ومجموعة من سجائر كايمل وولاعة زيبّو ودمى محشوّة وبسكويت كلاب ولفّة من الدايمات التي لطالما حملها -بجانب والديه في القسم بي-8 من متنزه ديزيرت التذكاري في كاثيدرال سيتي، كاليفورنيا.
دُفن أصدقاؤه المقرّبون جيلي ريزو وجيمي فان هيزين في مكان قريب. طُبِعت الكلمات «الأفضل لم يأتِ بعد»، بالإضافة إلى «الزوج والأب الحبيب» على قبر سيناترا. سجّلت بيلبورد زيادات كبيرة في مبيعات تسجيلاته في جميع أنحاء العالم في شهر وفاته.

## وصلات خارجية
- الموقع الرسمي
- فرانك سيناترا التسجيلات من ديسكاغز.كوم
- فرانك سيناترا على موقع IMDb (الإنجليزية)
- فرانك سيناترا على موقع الموسوعة البريطانية (الإنجليزية)
- فرانك سيناترا على موقع روتن توميتوز (الإنجليزية)
- فرانك سيناترا على موقع مونزينجر (الألمانية)
- فرانك سيناترا على موقع ألو سيني (الفرنسية)
- فرانك سيناترا على موقع ميوزك برينز (الإنجليزية)
- فرانك سيناترا على موقع رولينغ ستون (الإنجليزية)
- فرانك سيناترا على موقع تيرنر كلاسيك موفيز (الإنجليزية)
- فرانك سيناترا على موقع تيرنر كلاسيك موفيز (الإنجليزية)
- فرانك سيناترا على موقع أول موفي (الإنجليزية)
- فرانك سيناترا على مشروع الدليل المفتوح
- The House I Live In (1945)
- The Frank Sinatra Show (1950–1952)
- "فرانك سيناترا" (مقابلة). Pop Chronicles (en; ja). 1969.
- FBI file on Frank Sinatra